# Кранга Петро Федорович
Петро Федорович Кранга (16 червня 1918, село Делакеу, тепер Григоріопольського району, Молдова — 27 серпня 1980, місто Кишинів, тепер Молдова) — молдавський радянський діяч, міністр торгівлі Молдавської РСР, 1-й секретар ЦК ЛКСМ Молдавії. Член ЦК КП Молдавії в 1951—1961 та 1963—1971 роках. Кандидат у члени ЦК КП Молдавії в 1971—1976 роках. Член Ревізійної комісії КП Молдавії в 1961—1963 роках. Депутат Верховної Ради Молдавської РСР 3—8-го скликань.

## Біографія
Народився в селянській родині.
З 1937 року — на комсомольській роботі в Молдавській АРСР (РСР).
Член ВКП(б) з 1940 року.
У 1943—1944 роках — помічник комісара із комсомольської роботи, заступник комісара із політичної частини 1-го Молдавського партизанського з'єднання.
У 1944—1946 роках — секретар ЦК ЛКСМ Молдавії.
У 1946—1949 роках — слухач Вищої партійної школи при ЦК ВКП(б) у Москві.
У 1949—1950 роках — в апараті ЦК КП(б) Молдавії.
У 1950 — травні 1952 року — 1-й секретар ЦК ЛКСМ Молдавії.
У 1952—1959 роках — завідувач відділу торгово-фінансових і планових органів ЦК КП Молдавії; завідувач відділу адміністративних і торгово-фінансових органів ЦК КП Молдавії.
18 квітня 1959 — 31 січня 1973 року — міністр торгівлі Молдавської РСР.
У 1973—1980 роках — заступник міністра місцевої промисловості Молдавської РСР.
Помер 27 серпня 1980 року в місті Кишиневі.

## Звання
- старший сержант
- підполковник

## Нагороди
- орден Жовтневої Революції
- два ордени Трудового Червоного Прапора
- орден Червоної Зірки (24.03.1944)
- орден «Знак Пошани»
- медаль «Партизанові Вітчизняної війни» І ст.
- медаль «За перемогу над Німеччиною у Великій Вітчизняній війні 1941—1945 рр.» (1945)
- медалі